# Elasmostethus
Elasmostethus (лат.) — род клопов семейства древесных щитников.

## Описание
Длина тела от 8,66 до 12,44 мм. Клопы яйцевидной формы, преимущественно зелёной окраски, обычно с красными пятнами. Усики 5-члениковые. От среднегруди отходит длинный пластинчатый отросток, доходящий до тазиков средних ног. Основания щитка и переднеспинки одинаковой ширины. Пахучие железы с овальными отверстиями. Чёрные точки на ободке брюшка отсутствуют. У самок органы Пендерграста расположены на VI—VII стернитах брюшка. Генитальный сегмент брюшка (пигофор) у самцов по бокам без заметных выступов и отростков, но часто с парными пучками волосков.

## Экология
Фитофаги. Личинки питаются плодами и семенами растений.

## Классификация
В составе рода включают по разным оценкам 25-28 видов.
- Elasmostethus amabilis Yamamoto, 2003
- Elasmostethus atricornis (Van Duzee, 1904)
- Elasmostethus brevis Lindberg, 1934
- Elasmostethus cruciatus (Say, 1831)
- Elasmostethus elasmostethoides (Breddin, 1903)
- Elasmostethus emeritus (Fabricius, 1775)
- Elasmostethus hasegawai Yamamoto, 2003
- Elasmostethus humeralis Jakovlev, 1883
- Elasmostethus interstinctus (Linnaeus, 1758)
- Elasmostethus kansuensis Hsiao & Liu, 1977
- Elasmostethus kerzhneri Yamamoto, 2003
- Elasmostethus kraepelini (Breddin, 1905)
- Elasmostethus ligatus (Erichson, 1842)
- Elasmostethus lineus (Dallas, 1851)
- Elasmostethus membranaceus Shiraki, 1913
- Elasmostethus minor Horváth, 1899
- Elasmostethus neonilgriens Ahmad & Moizuddin, 1990
- Elasmostethus nigropunctatus (Reuter, 1881)
- Elasmostethus nubilus (Dallas, 1851)
- Elasmostethus rotundus Yamamoto, 2003
- Elasmostethus sastragaloides (Breddin, 1903)
- Elasmostethus singhalensis (Distant, 1902)
- Elasmostethus suffusus (Distant, 1900)
- Elasmostethus taeniolus (Dallas, 1851)
- Elasmostethus tenuispinum (Breddin, 1903)
- Elasmostethus yunnanus Hsiao & Liu, 1977

## Распространение
Представители рода встречаются в Палеарктике, Ориентальной области, Австралии и некоторых островах Тихого океана.